# 上三川氏
上三川（かみのかわ）氏は、日本の武家氏族の一つ。中世の下野国を根拠とした武家。

## 概要
上三川氏は宇都宮氏の庶流横田氏の支流であり横田泰朝の子である上三川伴業が祖だという。上三川氏の家格は高く、宗家の横田氏に次いで2番目であるため伴業の子の上三川継俊は茂原合戦で衰退した横田氏族を支えるため、一時期に上三川城主となり、上三川衆を統率していたこともあった。その後、継俊は外孫の今泉盛朝に上三川氏の家督を継がせ、上三川城主や但馬守の官途を譲った。そのため、継俊以降の上三川氏は同じ横田一門の今泉氏を示す文書が多くなり、その後の系譜は不明となっている。しかし、江戸時代まで上三川氏族の活動自体は文献等で一部確認されており、戦国時代には一族の上三川頼成が喜連川五月女坂の戦いの先陣を務めている。

## 歴代当主
1. 上三川伴業
2. 上三川継俊
3. 今泉盛朝

※ 盛朝以降は今泉氏を参照。